# Сабіна Дерфлінґер
Сабіна Дерфлінґер (нім. Sabine Derflinger; нар. 1963) — австрійська режисерка, сценаристка та продюсерка; член Європейської кіноакадемії.
Вона була відзначена як австрійська піонерка в агітації за активну участь жінок в режисурі фільмів. У 2012 році їй було присуджено Viennese Women's Prize (Віденську жіночу премію) за активну суспільну діяльність роботу.

## Життєпис
Сабіна Дерфлінґер народилася в 1963 році у Вельсі, Австрія.
У 1991 році вона розпочала навчання у Віденській кіноакадемії за спеціальністю література і драматургія, після того, як кілька років пропрацювала режисеркою та продюсеркою в кіно. У 1996 році успішно завершила навчання з дипломною роботою «Filmerzählungen zwischen Epik & Dramatik».
Сабіна Дерфлінґер стала відома своїми численними ролями в ігровому і документальному кіно, багато її робіт удостоєні нагород. Вона стала першою жінкою, яка стала режисером кримінального телесеріалу «Tatort» на австрійському каналі ORF. Потім брала участь в інших серіалах на цьому ж каналі. В останні роки вона привернула до себе увагу декількома телевізійними постановками, зокрема, фільмом Tag und Nacht («День і ніч»).
У 2010 році Сабіна Дерфлінґер заснувала власну продюсерську компанію під назвою Derflinger Film, випустивши ряд фільмів. У 2013 році вона була задіяна як асистентка продюсера для бразильської телевізійної компанії Globo, яка знімала у Відні декілька епізодів своєї теленовели Em Família.
Серед її нагород у 2003 році стали: Kulturpreis des Landes Oberösterreich і Österreichischer Förderungspreis für Filmkunst.

## Фільмографія
Німецькою мовою:
| - 1991 рік: Es war einmal - 1994 рік: Geraubte Kindheit - 1996 рік: Achtung Staatsgrenze - 1998 рік: Aus Liebe - 1999 рік: The Rounder Girls - 2001 рік: Vollgas - 2004 рік: Kleine Schwester - 2004 рік: Schnelles Geld - 2005 рік: Drei, Vier | - 2006 рік: In den Straßen von Delhi - 2007 рік: 42plus - 2008 рік: Platz - 2008 рік: Eine von 8 - 2009 рік: Was bleibt - 2010 рік: Tag und Nacht - 2011 рік: Hotspot - 2012 рік: Tatort - 2012 рік: Literatur hat Recht | - 2012 рік: For Those Who Can Tell No Tales - 2013 рік: Tatort — Angezählt - 2013 рік: Paul Kemp - 2014 рік: Tatort - 2015 рік: Vier Frauen und ein Todesfall - 2015 рік: Vorstadtweiber - 2017 рік: Anna Fucking Molnar - 2018 рік: Die Füchsin — Spur in die Vergangenheit - 2018 рік: Der Zerrissene |